# Слід росомахи
«Слід росомахи» (рос. «След росомахи») — радянський художній фільм 1978 року, знятий режисером Георгієм Кропачовим на кіностудії «Ленфільм».

## Сюжет
Сучасна інтерпретація старовинної чукотської легенди про кохання. Покохав молодий мисливець дочку сонця, але з останніми променями красуня покидала землю, боячись холоду. І вирішив для неї мисливець здобути хутро росомахи, полювання на яке — великий ризик.

## У ролях
- Рауза Тажибаєва — головна роль
- Юрій Хван — головна роль
- Микола Олзей-Оол — епізод
- Марія Степанова — Кимине
- Нурмухан Жантурин — Токо
- Даріма Сангажапова — епізод
- Римма Кабдалієва — епізод
- Марк Шихов — Гамлет Хачатурян
- Валентин Жиляєв — епізод

## Знімальна група
- Режисер — Георгій Кропачов
- Сценарист — Юрій Ритхеу
- Оператор — Валерій Миронов
- Композитор — Олександр Кнайфель
- Художник — Олена Фоміна